# Centauropsis antanossi
Centauropsis antanossi là một loài thực vật có hoa trong họ Cúc. Loài này được (Scott-Elliot) Humbert mô tả khoa học đầu tiên năm 1923.